# U-144 (1940)
U-144 – niemiecki okręt podwodny (U-Boot) typu II D z okresu II wojny światowej. Okręt wszedł do służby w październiku 1940 roku. Kolejni dowódcy: Oblt. Friedrich von Hippel, Kptlt. Gert von Mittelstaedt.

## Historia
U-144 został wcielony do 1. Flotylli U-Bootów w Kilonii celem szkolenia załogi. Od końca grudnia 1940 roku w 22. Flotylli (Gdynia) jako jednostka szkolna; od końca czerwca 1941 roku jako jednostka bojowa w ramach tej samej flotylli.
Pierwszy patrol bojowy U-Boot rozpoczął 18 czerwca 1941 roku w ramach przygotowań do ataku Niemiec na Związek Radziecki (operacja Barbarossa). Dzień po rozpoczęciu działań wojennych, 23 czerwca, na zachód od Windawy U-144 zatopił za pomocą dwóch torped radziecki okręt podwodny M-78 (206 t). Zginęła cała, 16-osobowa załoga jednostki.
U-144 został zatopiony 10 sierpnia 1941 roku (podczas trzeciego rejsu bojowego) w Zatoce Fińskiej na północ od wyspy Hiuma przez radziecki okręt podwodny Szcz-307. Zginęła cała, 28-osobowa załoga.